# Rieju

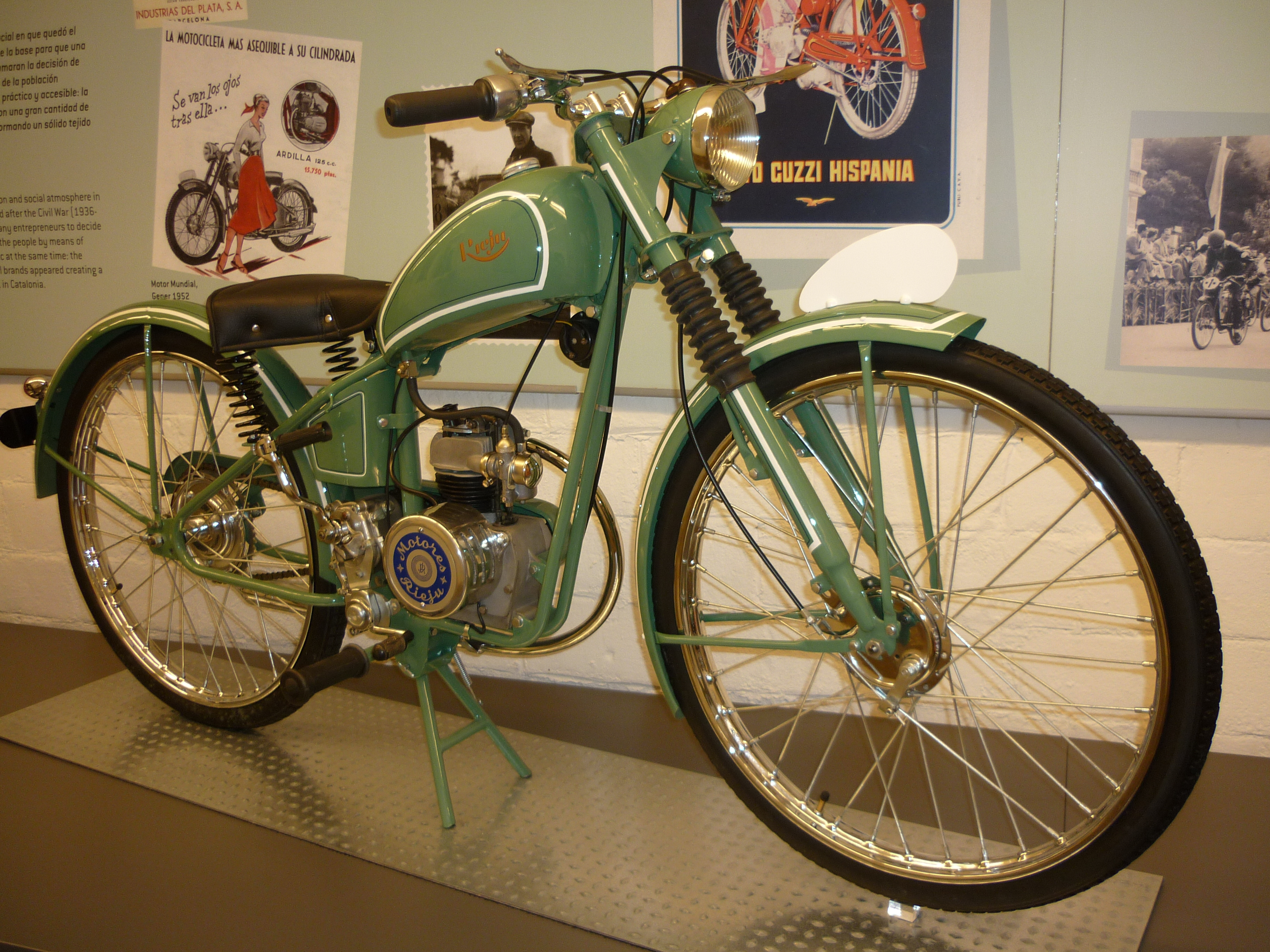
Vélomoteur no 3, 50 cm3, de 1949

Rieju est un constructeur de motocyclettes espagnol fondé en 1934 par l'association de Don Luis Riera et Don Jaime Juanola.  Il est basé à Figueras en Catalogne.
Rieju s'est spécialisé dans les petites cylindrées de motocycles (de 49 à 450 cm3) utilisant des moteurs Minarelli. Sa production est disponible dans presque tous les pays d'Europe.

## Historique
En 1934, deux jeunes entrepreneurs, Luis Riera Carré et Jaime Juanola Farrés, fondèrent une entreprise de fabrication d'accessoires de vélo. Le nom RIEJU vient des premières lettres de chacun de leurs noms (RIEra + JUanola).
Ils ont acheté des terres et ont commencé à construire l'usine, mais la guerre civile espagnole a ruiné leurs plans. Le gouvernement républicain a confisqué le bâtiment inachevé et l'a utilisé comme dépôt de camions. Un deuxième étage a été construit au-dessus des locaux existants tout au long de la guerre et a été considéré comme un paiement d'intérêts lorsque les installations ont été restituées.
En 1940, une fois la guerre terminée, Rieju reprend son activité industrielle dans la fabrication d'accessoires pour vélos.
En 1942, Rieju est créée en tant que société à responsabilité limitée avec un capital de 1 million de pesetas et commence à construire, à côté de composants, leurs premiers modèles de vélo. La société comptait maintenant 35 employés et une moyenne de 30 vélos étaient construits chaque semaine.
En 1947, Rieju construit son premier cyclomoteur en incorporant à l'un de ses vélos un moteur auxiliaire à quatre temps de 38 cm3 (construit par Serwa, de France) couplé à la roue arrière. Ce modèle avait une puissance de 1 HP et une vitesse maximale d’environ 40 km/h. Deux ans plus tard, en 1949, Rieju allait lancer le modèle "N ° 2", doté désormais d'un moteur plus puissant et d'une boîte de vitesses conçue en interne. Les modèles ultérieurs (n° 3, n° 4, etc.) feraient évoluer le véhicule pour lui donner un "look moto".
En 1964, Rieju conclut un accord avec Minarelli pour la fabrication sous licence de leurs moteurs et lance le modèle "Jaca", d'une puissance de 3,5 CV et d'une vitesse maximale de 70 km/h, qui devrait être limité à 40 km/h en raison de: règlements de cyclomoteur.
Le modèle historique de Jaca a évolué au cours des années 1960 et 1970, donnant naissance aux modèles Confort et TT. En 1978, Rieju développa un cyclomoteur à transmission automatique, mais sans succès.
La production a continué d'augmenter régulièrement au cours des années 80, avec de nouveaux modèles plus variés, plaçant Rieju parmi les premiers vendeurs de cyclomoteurs en Espagne. De plus, les vélos Rieju ont remporté plusieurs prix dans les compétitions internationales d'Enduro, rehaussant ainsi le profil de la marque.
En 1994, la société s’est ouverte à d’autres marchés et a commencé à exporter ses modèles à travers l’Europe. En 2006, les exportations représentaient environ 60% de leurs ventes.
L'année 2011 verra le lancement de nombreuses nouvelles machines Rieju, notamment les nouvelles RS3 50 et RS3 125LC. Ils sont fabriqués en Espagne et sont alimentés par des moteurs Yamaha.
Elle produit des scooters, supermotard (MRT SM ou Tango SM), Trail (MRT, Tango, drac), cross (MX50), sportives (RS1, RS2, RS3), notamment en 50 cm3. Mais la marque produit aussi des 125 (Marathon/MRT/MR), 250 (MR), 300 (MR) et 500 cm3(Aventura).